# Fernand Halbart
Fernand Halbart, född 22 april 1882, död 23 maj 1952, var en friidrottare från Belgien. Han deltog vid olympiska sommarspelen 1900 och olympiska sommarspelen 1908.